# レムス＝ムル郡
レムス＝ムル郡 (ドイツ語: Rems-Murr-Kreis) は、ドイツ連邦共和国バーデン＝ヴュルテンベルク州の郡である。広さは 858.12 km2、郡庁はヴァイブリンゲンにある。この郡は1973年に旧ヴァイブリンゲン郡、旧バックナング郡の大部分および旧シュヴェービッシュ・グミュント郡の小部分が合併して成立した。名前の由来はレムス川とムル川で、本郡の郡域はこれらの川やその支流の谷や横谷にあたる。
レムス＝ムル郡はシュトゥットガルト行政管区のシュトゥットガルト地域に属する。

## 地理

### 位置
レムス＝ムル郡の人口は郡西部に偏っている。ここはネッカー盆地やゴイ地方のバックナンガー盆地にあたる。郡南部のレムスタール（レムス川の谷）は東から西に向かって傾斜している。レムスタールの南側はシュールヴァルトの高台が郡境を形成している。郡の中央部および北部はシュヴァーベン＝フランケンの森、ヴェルツハイムの森、ムルハルトの森、マインハルトの森南部、レーヴェンシュタイン山地南部に属している。この森林地域は、郡北部に中心となる谷を形成しているムル川の谷や、ヴィースラウフ川、ラウター川、ブーヒェンバッハ川の谷で分断されている。ムル川、レムス川、ヴィースラウフ川の谷の間にベルグレン連山がそびえる。郡の西端は、ネッカー川右岸に接する。郡のわずかに上流側、すなわち南側にレムス川が合流する河口がある。

### 集落
レムス＝ムル郡には、地理学上の集落（市町村、村落、小集落、農場、定住地）が約 510 存在する。

### 隣接する郡および郡独立市
レムス＝ムル郡は、南西から時計回りに、州都シュトゥットガルト、ルートヴィヒスブルク郡、ハイルブロン郡、シュヴェービッシュ・ハル郡、オストアルプ郡、ゲッピンゲン郡、エスリンゲン郡と境を接している。

### 土地利用
| 土地用途別面積     | 面積 (km2) | 占有率 |
| ------------------ | ---------- | ------ |
| 住宅地および空き地 | 84.64      | 9.9 %  |
| 産業用地           | 1.80       | 0.2 %  |
| レジャー用地       | 7.63       | 0.9 %  |
| 交通用地           | 57.41      | 6.7 %  |
| 農業用地           | 360.05     | 42.0 % |
| 森林               | 336.53     | 39.2 % |
| 水域               | 5.44       | 0.6 %  |
| その他の用地       | 4.63       | 0.5 %  |
| 合計               | 858.14     |        |

州統計局の2015年12月31日現在のデータによる。

### 自然保護区
レムス＝ムル郡には以下の自然保護区がある。バーデン＝ヴュルテンベルク州環境・測量・自然保護局 (LUBW) の保護地区統計によれば、郡内の自然保護区の面積は 833.36 ha で、郡域全体の 0.97 % に相当する。
- ウアバッハ近郊キルヒシュタイク沿いのベルクルッチュ: 4.3 ha; ウアバッハ
- ボーデンバッハ山峡: 8.6 ha; シュピーゲルベルク
- ブーヒェンバッハタール: 118.4 ha; ブルクシュタル、アファルターバッハ（ルートヴィヒスブルク郡）
- ガープ: 13.0 ha; ムルハルト、キルヒェンキルンベルク
- ヘゲレス渓谷とブルンネン渓谷: 5.4 ha; カイザーバッハ
- ハールバッハの水源湿地: 0.6 ha; ムルハルト
- ヒルシュエッカー: 14.5 ha; ヴィンターバッハ
- ヘルシュバッハ山峡: 46.4 ha; ゼヒゼルベルク、オーバーブリューデン、ムルハルト
- イェーガーヘルツレ: 2.7 ha; ルーダースベルク
- カッペルベルク: 2.0 ha; フェルバッハ
- ライネック湖とラインホイスレとの間のラインタール: 202.5 ha; アルフドルフ
- モルゲンザントとゼーラヒェン: 40.5 ha; ハウバースブロン、オーバーウアバッハ
- ツィプフェルバッハ川上流の谷とそれに付属する渓谷およびゾンネンベルクの一部: 41.6 ha; ヴァイブリンゲン、ヴィネンデン
- エフィンガー・スツィヴァルト: 11.8 ha; エフィンゲン
- レーフェルト湖: 6.5 ha; ヴァイラー、ショルンドルフ
- ローター・ブレン: 4.7 ha; プリューダーハウゼン
- ヒュッテンビュールとブーヒェンゲーレンとの間のロトタール: 78.0 ha; アルフドルフ
- シュマレンベルク: 32.4 ha; カイザーバッハ、ルーダースベルク、ヴェルツハイム
- ゼーグート＝ゼムラースベルク: 18.3 ha; コッテンヴァイラー、オーバーヴァイサハ
- ゾンマーライン: 2.0 ha; アルマースバッハ・イム・タール
- シュタインホイスレ: 20.9 ha; キルヒェンキルンベルク
- シュトリュンプフェルバッハタール: 40.0 ha; アルトヒュッテ、カイザースバッハ、ルーダースベルク
- 周辺地域を含むレムス川下流の谷: 158.3 ha; ノイシュタット、ヘグナハ、ホーエンアッカー、ネッカーレムス（ルートヴィヒスブルク郡）
- フォルデーレ・ホーバッハヴィーゼン: 12.5 ha; ウンターウアバッハ
- メンツレスミューレ近郊のヴィーゼンテーラー: 62.8 ha; フォルダーシュタインベルク、カイザーバッハ、アルタースベルク（オストアルプ郡）
- ヴィーゼラウフ川の渓谷とエーデンバッハ川の渓谷: 42.0 ha; ヴェルツハイム、ルーダースベルク、カイザースバッハ

## 歴史
レムス＝ムル郡は、1973年1月1日の郡の再編によって成立した。当時の旧ヴァイブリンゲン郡が旧バックナング郡が合併して、新たなレムス＝ムル郡が形成された。さらに旧シュヴェービッシュ・グミュント郡からアルフドルフがこれに加わった。ヴァイブリンゲン郡とシュヴェービッシュ・グミュント郡の両郡は、すでにヴュルテンベルク公国時代に設けられたヴュルテンベルクのオーバーアムト・ヴァイブリンゲンとオーバーアムト・バックナングに由来する。度重なる時代の変遷を経て、1934年/1938年にヴァイブリンゲン郡とバックナング郡が施行された。当時ヴァイブリンゲン郡は、オーバーアムト・ショルンドルフのほぼ全ての市町村とオーバーアムト・ヴェルツハイムの多くの市町村を受け容れ、バックナング郡はオーバーアムト・ガイルドルフ、オーバーアムト・マールバッハ、オーバーアムト・ヴェルツハイムから多くの市町村を受け容れた。
1977年1月1日、オストアルプ郡から小さな部分が本郡に移管された。
地域再編完了後、レムス＝ムル郡は31市町村を包含した。これには8つの市が含まれ、そのうちの6市（バックナング、フェルバッハ、ショルンドルフ、ヴァイブリンゲン、ヴァインシュタット、ヴィネンデン）は「大規模郡都市」である。最大の都市はヴァイブリンゲン、最小の町村はシュピーゲルベルクである。

## 住民

### 人口推移
人口推移は、人口調査の結果 (1) またはバーデン＝ヴュルテンベルク州統計局の研究結果に基づく。
| 日付           | 人口（人） |
| -------------- | ---------- |
| 1973年12月31日 | 351,470    |
| 1975年12月31日 | 349,139    |
| 1980年12月31日 | 356,142    |
| 1985年12月31日 | 356,198    |
| 1987年5月25日¹ | 360,634    |
| 1990年12月31日 | 380,813    |

| 日付           | 人口（人） |
| -------------- | ---------- |
| 1995年12月31日 | 399,116    |
| 2000年12月31日 | 409,296    |
| 2005年12月31日 | 417,697    |
| 2010年12月31日 | 415,448    |
| 2015年12月31日 | 419,456    |

## 行政

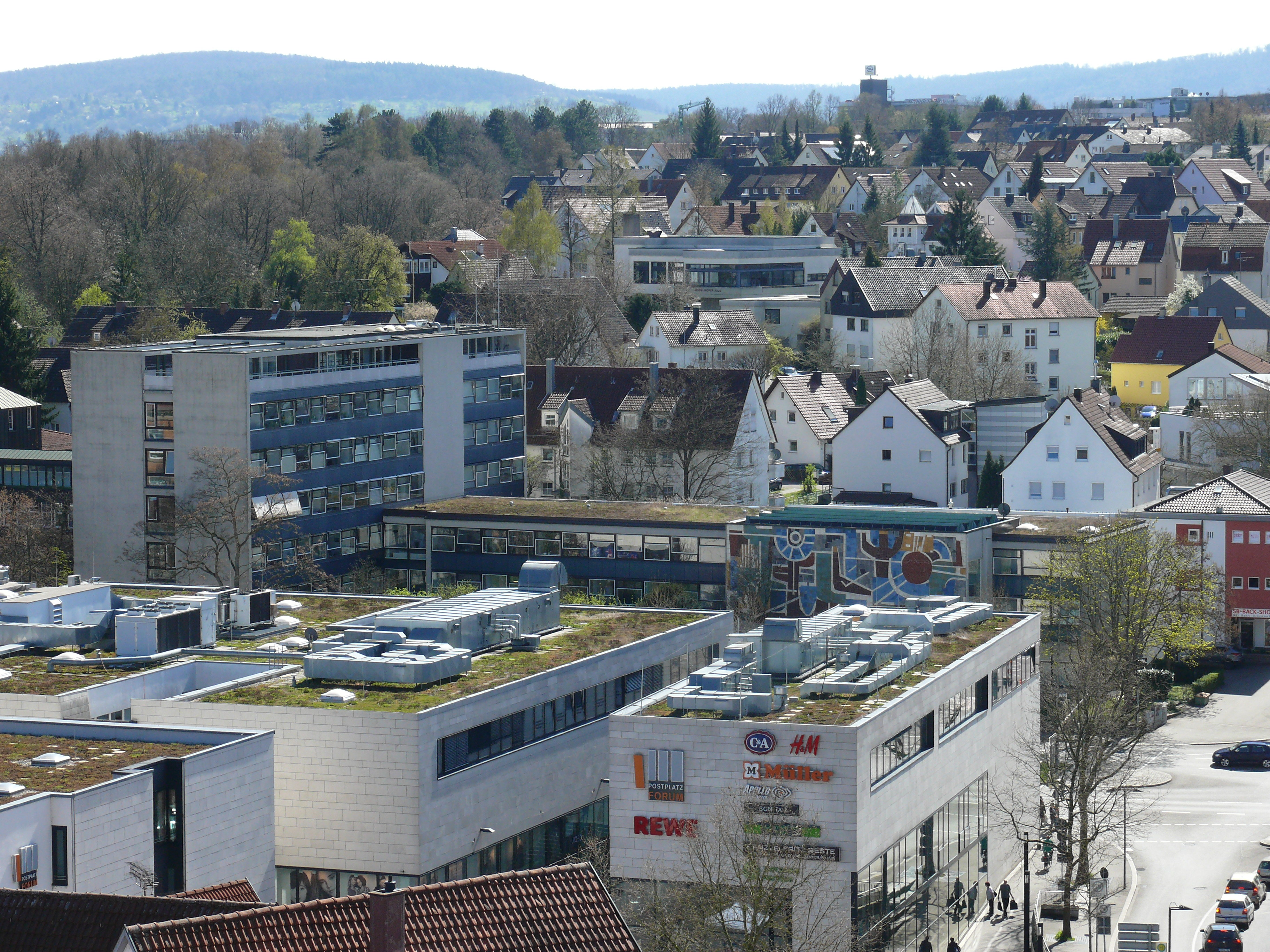
レムス＝ムル郡の郡庁舎

郡は、郡議会と郡長によって運営されている。郡議会は郡内の選挙で5年ごとに選出される。この議員が任期8年の郡長を選出する。郡長は、郡の行政上、儀礼上の代表者であり、郡議会とその委員会の議長を兼ねる。郡長は郡行政を牽引する官僚であり、その職責は郡議会やその委員会の準備である。郡長は議会を招集・運営し、議会での決定を実施する。郡長には委員会での投票権はない。郡長が不在の場合は第一助役が代行を務める。

### 郡議会
郡議会は、5年ごとに郡内の選挙で選出される。2019年の郡議会選挙結果を以下に示す。公式結果はその年の終わり頃に統計局によって公表される。
| 政党名    | 得票率 | 議席数 |
| --------- | ------ | ------ |
| CDU       | 23.8   | 21     |
| GRÜNE     | 17.7   | 16     |
| SPD       | 13.8   | 13     |
| AfD       | 8.4    | 8      |
| DIE LINKE | 2.5    | 2      |
| ÖDP       | 1.9    | 2      |
| FDP/WV    | 12.2   | 11     |
| WV        | 19.7   | 18     |

WV: Wählervereinigung

### 郡長
レムス＝ムル郡が成立した1973年以降の郡長を以下に列記する:
- 1973年 - 2002年: ホルスト・レッシング (CDU)
- 2002年 - 2015年: ヨハネス・フックス (FDP)
- 2015年以降: リヒャルト・ジーゲル（無所属）[6]

### 紋章
図柄: 金地で2本の青い斜め波帯の間に、斜めに配置された黒いシカの角
この紋章は1974年11月4日に認可された。
解説: シカの角は、早くも14世紀から現在の郡域の大部分を治めていたヴュルテンベルク家を表している。2本の波帯は、郡名の由来にもなったレムス川とムル川を象徴している。

### 姉妹郡
- マイセン郡（ドイツ語版、英語版）（ドイツ、ザクセン州）1990年
- バラニャ県（ハンガリー）1991年
- ドミトロフおよびドミトロフ経済地区（ロシア、モスクワ州）1991年[7]

## 経済と社会資本
「ツークンフツアトラス 2016」（未来地図 2016）でレムス＝ムル郡は、ドイツの402の郡や郡独立市の中で 78位に位置づけられており、「未来のチャンスが高い (Hohe Zukunftschancen)」と評価されている。
エリクソンと Tesat-Spacecom がバックナングにある2大ハイテク企業である。電動ノコギリや小型モーター機器の国際的な製造業者アンドレアス・シュティール は、ヴァイブリンゲン＝ノイシュタットに本社を置いている。ロバート・ボッシュ は、ヴァイブリンゲンに2つ（接合技術と包装技術）、ムルハルトに1つ工場を有している。ヴィネンデンには、清掃システム機器メーカーのケルヒャーが本社を構えている。アメリカ合衆国の自動車部品業者 TRW オートモーティブはアルフドルフに技術センター（エアバッグや安全装備を担当）を設けている。

### 交通

#### 道路
郡内を通るアウトバーンはないが、オーデンヴァルト＝ネッカー＝アルプ＝アウトバーン（A45号線）や連邦アウトバーン A85号線の延伸が計画されている。シュトゥットガルト - ヴュルツブルクを結ぶ A81号線は郡域の外側わずか数 km を通っている。本郡は、ドイツのアウトバーンが通っていない郡の中で最も人口の多い郡である。
郡内の最も重要な道路は、郡内4車線の連邦道 B29号線（ヴァイブリンゲン - アーレン）および、ネルマースバッハ・インターチェンジまでは4車線の B14号線（シュトゥットガルト - シュヴェービッシュ・ハル）である。この他に、B14号線のバックナングまでの延伸が計画されている。

#### 鉄道

レムス＝ムル郡内（白地部分）の鉄道路線図。郡内で色が薄くなっている路線は廃線となった区間である。

本郡はシュトゥットガルト Sバーン網に接続している。フィルダーシュタットおよびフルクハーフェン/メッセ駅からのS2号線は、シュトゥットガルトに着いた後、さらにフェルバッハやヴァイブリンゲンを経由してショルンドルフまで運行している。この路線を利用し、レムス鉄道が郡境を越えてアーレンまで運行している。この路線は全線複線・電化されている。カールスルーエ - ニュルンベルクのインターシティもこの路線を走行している。この列車は、郡内ではショルンドルフ駅に散発的に停車するだけである。ショルンドルフ駅から、ヴュルテンベルク鉄道会社 (WEG) がディーゼル列車を運行している、ルーダースベルク行きのヴィースラウフタール鉄道が分岐する。
夏期には、同じくショルンドルフ駅から、シュヴェービッシャー・ヴァルトバーンが、しばしば蒸気機関車を使って、ルーダースベルクを越えてヴェルツハイムまで運行している。
S3号線は、フルクハーフェン/メッセからシュトゥットガルト - フェルバッハ - ヴァイブリンゲンを経由してバックナングに至る。この路線をヴァイブリンゲン - シュヴェービッシュ・ハル線が運行している。
バックナングからは、バックナング - ルートヴィヒスブルク線をマールバッハ・アム・ネッカー行きの Sバーン S4号線が運行している。ムル鉄道は1990年代に電化された。この路線はシュトゥットガルトからシュヴェービッシュ・ハルやクライルスハイムを経由してニュルンベルクに至る最短路線である。
それにもかかわらず、長距離旅客列車はヴァイブリンゲンからショルンドルフやアーレン経由でクライルスハイムへのより魅力的な路線を採ることがしばしばある。バックナング - シュヴェービッシュ・ハル（- ヘッセンタール）間は電化されているものの単線で、マールバッハ/ネッカー - バックナング間も同様であるためである。
フェルバッハ市はさらに路面電車路線 U1号線でもシュトゥットガルト＝ミッテと結ばれている。この路線の終点は、シュトゥットガルトのファイインゲン市区である。

### 郡内の施設

#### 学校
レムス＝ムル郡は以下の職業学校の運営者である: バックナング営業学校、エドゥアルト＝ブロイニンガー＝シューレ・バックナング（商業学校）、アンナ＝ハーグ＝シューレ（家政学校）バックナング、グラーフェンベルク＝シューレ・ショルンドルフ（営業学校）、ヨハン＝フィリップ＝パルム＝シューレ・ショルンドルフ（商業学校）、ヴァイブリンゲン営業学校、ヴァイブリンゲン商業学校、マリア＝メーリアン＝シューレ（家政学校）ヴァイブリンゲン。さらに精神/身体障害者のための学校も運営している: フェルバッハ＝シュミーデン（フレーベルシューレ）、ムルハルト（ボーデルシュヴィングシューレ）、ケルネン＝ステッテン（テオドール＝ディールラム＝シューレ）、ショルンドルフ（フレーベルシューレ）に学習幼稚園があり、さらに学習幼稚園を持つ言語障害者のためのクリスティアン＝モルゲンシュテルン＝シューレが、ヴァイブリンゲン、ショルンドルフ、ズルツバッハ・アン・デア・ムルに、長期入院患者のための学校がヴァイブリンゲンにある。

#### 病院
レムス＝ムル郡は、ショルンドルフとヴィネンデンに病院を有するレムス＝ムル＝クリニーケン GmbH の共同出資者でもある。その他の病院としては、ヴィネンデン精神病センター（公的機関）、老人リハビリ＝クリニーク・ベーテル・ヴェルツハイム、および2つの私立病院クリニーク・ヴァイブリンゲン GmbH とオッペンヴァイラーのアルコール/薬物依存症専門クリニック・ヴィルヘルムスハイムがある。
2008年7月14日に郡議会は、郡の歴史上過去最大の投資プロジェクトを承認した。ヴィネンデンの郡立病院の新設である。費用は約 2億6600万ユーロと算定された。2014年7月のヴィネンデンの郡立病院開院に伴い、ヴァイブリンゲンとバックナングの郡立病院は廃止された。ショルンドルフの病院は存続している。

### その他
郡内の自然文化財保護のために郡役場は、ドイツでも珍しい独自の景観保護部局を編成した。この部局は1人の専任職員と、4人の連邦ボランティア制度枠で構成されている。
2008年9月23日、連邦政府は本郡に「多様性の街」の称号を授与した。

## 市町村
| 市: - バックナング (Backnang, 大規模郡都市 38,184) - フェルバッハ (Fellbach, 大規模郡都市 46,205) - ムルハルト (Murrhardt 14,248) - ショルンドルフ (Schorndorf, 大規模郡都市 40,614) - ヴァイブリンゲン (Waiblingen, 大規模郡都市 55,917) - ヴァインシュタット (Weinstadt, 大規模郡都市 27,245) - ヴェルツハイム (Welzheim 11,378) - ヴィネンデン (Winnenden, 大規模郡都市 29,436) | 町村: - アルフドルフ (Alfdorf 7,177) - アルマースバッハ・イム・タール (Allmersbach im Tal 5,065) - アルトヒュッテ (Althütte 4,239) - アスパハ (Aspach 8,217) - アウエンヴァルト (Auenwald 6,816) - ベルグレン (Berglen 6,729) - ブルクシュテッテン (Burgstetten 3,714) - グロースエアラハ (Großerlach 2,621) - カイザースバッハ (Kaisersbach 2,359) - ケルネン・イム・レムスタール (Kernen im Remstal 15,429) - キルヒベルク・アン・デア・ムル (Kirchberg an der Murr 4,140) - コルプ (Korb 11,255) - ロイテンバッハ(Leutenbach 11,856) - オッペンヴァイラー (Oppenweiler 4,348) - プリューダーハウゼン (Plüderhausen 9,841) - レムスハルデン (Remshalden 14,185) - ルーダースベルク (Rudersberg 11,319) - シュヴァイクハイム (Schwaikheim 9,855) - シュピーゲルベルク (Spiegelberg 2,163) - ズルツバッハ・アン・デア・ムル (Sulzbach an der Murr 5,341) - ウーアバッハ (Urbach 9,274) - ヴァイサハ・イム・タール (Weissach im Tal 7,513) - ヴィンターバッハ (Winterbach 7,686) （かっこ内の数値は、2023年12月31日現在の人口である） |

行政共同体および自治体行政連合:
- バックナング行政共同体： バックナング、アルマースバッハ・イム・タール、アルトヒュッテ、アスパハ、アウエンヴァルト、ブルクシュテッテン、キルヒベルク・アン・デア・ムル、オッペンヴァイラー、ヴァイサハ・イム・タール
- プリューダーハウゼン＝ウーアバッハ自治体行政連合: プリューダーハウゼン、ウーアバッハ
- ショルンドルフ行政共同体: ショルンドルフ、ヴィンターバッハ
- ズルツバッハ自治体行政連合: ズルツバッハ・アン・デア・ムル、グロースエアラハ、シュピーゲルベルク
- ヴェルツハイム行政共同体: ヴェルツハイム、カイザーバッハ
- ヴィネンデン自治体行政連合: ヴィネンデン、ロイテンバッハ、シュヴァイクハイム